# Sandown (stacja kolejowa)
Sandown – przystanek kolejowy w Sandown na wyspie Wight. Znajduje się na zelektryfikowanej linii łączącej Ryde i Shanklin.

## Ruch pasażerski
W roku 2006 stacja obsłużyła 265 000 pasażerów. Przystanek służy do obsługi ruchu lokalnego i turystycznego.